# Église des capucins de Werl
L'église des capucins ou Alte Wallfahrtskirche (ancienne église de pèlerinage) est un édifice religieux catholique sis à Werl en Allemagne. L'église est dédiée à la Visitation de la Vierge Marie.

## Historique

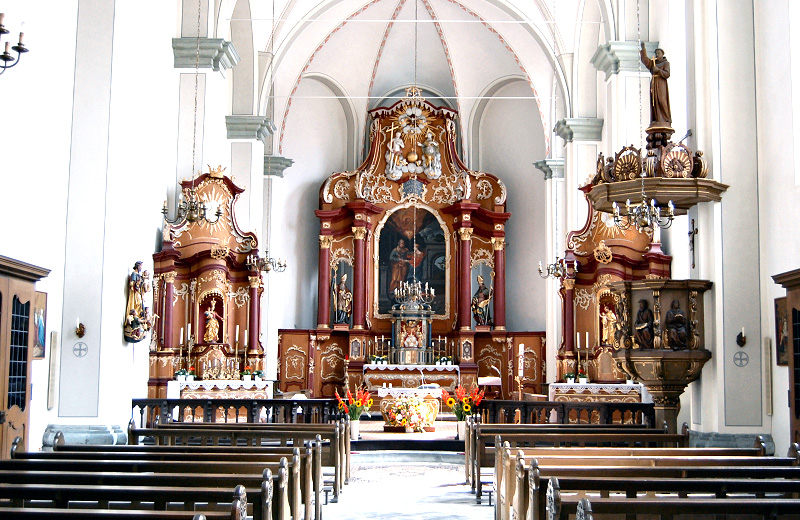
Intérieur de l'église

Le prince-évêque Ferdinand de Bavière fait don en 1661 aux capucins du couvent de Werl d'une statuette sainte de la Vierge Marie 'Consolatrice des Affligés' du XIIe siècle provenant de Soest qui fait rapidement l'objet d'un pèlerinage marial important. 
L'ancienne église est démolie en 1662 pour laisser la place à une église plus grande qui est elle-même reconstruite en 1786-1789 par Franz Arnold Boner. Cette église-halle est à cinq travées de style baroque aux impostes puissants. Elle est surmontée d'un clocheton polygonal. La travée-est et le chœur sont agrandis en 1861 et les piliers sont redécorés de stuc. Le fronton-ouest est orné d'une grande fenêtre à arc rond et d'une niche abritant une statue de la Vierge Marie, œuvre de Joseph Wäscher. Les peintures intérieures ont été restaurées en 1953, la peinture du maître-autel date de 1982. On remarque une statue de saint François d'Assise sur l'abat-voix de la chaire décorée des quatre Évangélistes.
L'église est depuis 1848 desservie par les franciscains du couvent de Werl. Devenue trop petite pour les pèlerinages à Notre-Dame de Werl, elle est remplacée en 1911 par la nouvelle basilique de la Visitation de Werl, bâtie à gauche de l'ancienne église des capucins, qui est aussi desservie par les franciscains. C'est dans cette nouvelle basilique qu'affluent désormais les groupes de pèlerins devant la statuette de Notre-Dame Consolatrice des Affligés.

## Source
- (de) Cet article est partiellement ou en totalité issu de l’article de Wikipédia en allemand intitulé « Alte Wallfahrtskirche (Werl) » (voir la liste des auteurs).